# Isla Conejo
Isla Conejo ist eine 2,4 ha kleine, unbewohnte Insel im Golf von Fonseca an der Pazifikküste Mittelamerikas. Anrainerstaaten des Golfes sind Honduras, El Salvador und Nicaragua. Die Isla Conejo, eine von gut 30 Inseln im Golf, liegt rund 1 km vor der Südküste von Honduras.

## Geschichte
Im Urteil des Zentralamerikanischen Gerichtshofes vom 9. März 1917 wurden die Gewässer und die Inseln im Golf von Fonseca dem Staat El Salvador zugesprochen. Am 11. September 1992 hob der Internationale Gerichtshof (IGH) in Den Haag dieses Urteil auf und sprach Honduras den Besitz der Inseln zu. Seit 1993 hat Honduras eine militärische Einheit auf der Isla Conejo stationiert, das tägliche die Nationalflagge hisst bzw. niederholt.
El Salvador erhebt jedoch nach wie vor Besitzansprüche und beruft sich auf einen Grenzvertrag, der am 9. April 1938 in Guatemala-Stadt unterzeichnet worden war. In diesem Vertrag hatte Honduras auf die Inseln im Golf von Fonseca verzichtet.

## Aktuelle Lage
Seit 2012 wächst die Zahl der Fälle, in denen die Regierungen von Honduras und El Salvador einander wechselseitig Grenzüberschreitungen und die Verletzung von Fischereirechten vorwerfen.
Im September 2013 feierten die Honduraner den 192. Jahrestag der Unabhängigkeit von Spanien mit einer Zeremonie auf der Insel. El Salvador verurteilte daraufhin die „militärische und de facto illegale Besetzung“ durch Honduras und forderte in einem Brief an UN-Generalsekretär Ban Ki-moon die sofortige „Evakuierung der Insel“. Andererseits fühlt sich Honduras dadurch provoziert, dass die salvadorianischen Regierung in Chile zehn Flugzeuge vom Typ Cessna A-37B Dragonfly bestellt hat.